# 6e étape du Tour d'Espagne 2025
Pour un article plus général, voir Tour d'Espagne 2025.
La 6e étape du Tour d'Espagne 2025 se déroule le jeudi 28 août 2025 entre Olot, en Catalogne, et Pal, en Andorre, sur une distance de 171 km.

## Parcours
La véritable première étape de montagne de la Vuelta 2025 démarre de la ville catalane d'Olot. Dès le départ, les coureurs grimpent la Collada de Sentigosa (col de 3e catégorie) puis passent la Collada de Toses classée en 1re catégorie et dont le col est situé au tiers du parcours. Ensuite, une longue partie descendante est empruntée pendant une cinquantaine de kilomètres. Après 136 kilomètres, les coureurs pénètrent sur le territoire de la principauté d'Andorre, quatrième pays visité depuis le départ. L'étape se poursuit par l'ascension de l'Alto de La Comella, col de 2e catégorie franchi à 21 kilomètres du terme. La montée finale longue de 11 kilomètres vers Pal (altitude de 1 902 m) est classée en 1re catégorie.

## Résultats

### Classement de l'étape
| \| Classement de l'étape \| Classement de l'étape \| Classement de l'étape \| Classement de l'étape \| Classement de l'étape \| \| Coureur \| Coureur \| Pays \| Équipe \| Temps \| \| --------------------- \| --------------------- \| --------------------- \| --------------------- \| --------------------- \| |         |      |        |       |
| |         |      |        |       |
| Source : ProCyclingStats |         |      |        |       |
| Classement de l'étape |         |      |        |       |
| Coureur | Coureur | Pays | Équipe | Temps |

### Points attribués pour le classement du meilleur grimpeur
| \| Collada de Sentigosa (km 11,4) 3e catégorie km à %) \| Collada de Sentigosa (km 11,4) 3e catégorie km à %) \| Collada de Sentigosa (km 11,4) 3e catégorie km à %) \| Collada de Sentigosa (km 11,4) 3e catégorie km à %) \| Collada de Sentigosa (km 11,4) 3e catégorie km à %) \| \| --------------------------------------------------- \| --------------------------------------------------- \| --------------------------------------------------- \| --------------------------------------------------- \| --------------------------------------------------- \| \| \| Coureur \| Pays \| Équipe \| Point(s) \| \| modifier \| \| \| \| \| |         |      |        |          |
| Collada de Sentigosa (km 11,4) 3e catégorie km à %) |         |      |        |          |
| | Coureur | Pays | Équipe | Point(s) |
| modifier |         |      |        |          |

| \| Collada de Toses (km 66,8) 1re catégorie km à %) \| Collada de Toses (km 66,8) 1re catégorie km à %) \| Collada de Toses (km 66,8) 1re catégorie km à %) \| Collada de Toses (km 66,8) 1re catégorie km à %) \| Collada de Toses (km 66,8) 1re catégorie km à %) \| \| ------------------------------------------------ \| ------------------------------------------------ \| ------------------------------------------------ \| ------------------------------------------------ \| ------------------------------------------------ \| \| \| Coureur \| Pays \| Équipe \| Point(s) \| \| modifier \| \| \| \| \| |         |      |        |          |
| Collada de Toses (km 66,8) 1re catégorie km à %) |         |      |        |          |
| | Coureur | Pays | Équipe | Point(s) |
| modifier |         |      |        |          |

| \| Alto de La Comella (km 150) 2e catégorie km à %) \| Alto de La Comella (km 150) 2e catégorie km à %) \| Alto de La Comella (km 150) 2e catégorie km à %) \| Alto de La Comella (km 150) 2e catégorie km à %) \| Alto de La Comella (km 150) 2e catégorie km à %) \| \| ------------------------------------------------ \| ------------------------------------------------ \| ------------------------------------------------ \| ------------------------------------------------ \| ------------------------------------------------ \| \| \| Coureur \| Pays \| Équipe \| Point(s) \| \| modifier \| \| \| \| \| |         |      |        |          |
| Alto de La Comella (km 150) 2e catégorie km à %) |         |      |        |          |
| | Coureur | Pays | Équipe | Point(s) |
| modifier |         |      |        |          |

| \| Pal (km 171) 1re catégorie km à %) \| Pal (km 171) 1re catégorie km à %) \| Pal (km 171) 1re catégorie km à %) \| Pal (km 171) 1re catégorie km à %) \| Pal (km 171) 1re catégorie km à %) \| \| ---------------------------------- \| ---------------------------------- \| ---------------------------------- \| ---------------------------------- \| ---------------------------------- \| \| \| Coureur \| Pays \| Équipe \| Point(s) \| \| modifier \| \| \| \| \| |         |      |        |          |
| Pal (km 171) 1re catégorie km à %) |         |      |        |          |
| | Coureur | Pays | Équipe | Point(s) |
| modifier |         |      |        |          |

## Classements à l'issue de l'étape

### Classement général
| \| Classement général \| Classement général \| Classement général \| Classement général \| Classement général \| \| Coureur \| Coureur \| Pays \| Équipe \| Temps \| \| ------------------ \| ------------------ \| ------------------ \| ------------------ \| ------------------ \| |         |      |        |       |
| |         |      |        |       |
| Source : ProCyclingStats |         |      |        |       |
| Classement général |         |      |        |       |
| Coureur | Coureur | Pays | Équipe | Temps |

| Classement par points | Classement par points | Classement par points | Classement par points | Classement par points |
| Coureur               | Coureur               | Pays                  | Équipe                | Points                |
| --------------------- | --------------------- | --------------------- | --------------------- | --------------------- |

| Classement par points | Classement par points | Classement par points | Classement par points | Classement par points |
| Coureur               | Coureur               | Pays                  | Équipe                | Points                |
| --------------------- | --------------------- | --------------------- | --------------------- | --------------------- |

| Classement de la montagne | Classement de la montagne | Classement de la montagne | Classement de la montagne | Classement de la montagne |
| Coureur                   | Coureur                   | Pays                      | Équipe                    | Points                    |
| ------------------------- | ------------------------- | ------------------------- | ------------------------- | ------------------------- |

| Classement de la montagne | Classement de la montagne | Classement de la montagne | Classement de la montagne | Classement de la montagne |
| Coureur                   | Coureur                   | Pays                      | Équipe                    | Points                    |
| ------------------------- | ------------------------- | ------------------------- | ------------------------- | ------------------------- |

| Classement du meilleur jeune | Classement du meilleur jeune | Classement du meilleur jeune | Classement du meilleur jeune | Classement du meilleur jeune |
| Coureur                      | Coureur                      | Pays                         | Équipe                       | Temps                        |
| ---------------------------- | ---------------------------- | ---------------------------- | ---------------------------- | ---------------------------- |

| Classement du meilleur jeune | Classement du meilleur jeune | Classement du meilleur jeune | Classement du meilleur jeune | Classement du meilleur jeune |
| Coureur                      | Coureur                      | Pays                         | Équipe                       | Temps                        |
| ---------------------------- | ---------------------------- | ---------------------------- | ---------------------------- | ---------------------------- |

| Classement par équipes | Classement par équipes | Classement par équipes | Classement par équipes |
| Équipe                 | Équipe                 | Pays                   | Temps                  |
| ---------------------- | ---------------------- | ---------------------- | ---------------------- |

| Classement par équipes | Classement par équipes | Classement par équipes | Classement par équipes |
| Équipe                 | Équipe                 | Pays                   | Temps                  |
| ---------------------- | ---------------------- | ---------------------- | ---------------------- |